# Ribera del Terme
La Ribera del Terme és una riera de la Catalunya del Nord, dels termes comunals de Sant Llorenç de Cerdans i dels Banys d'Arles i Palaldà, tots dos a la comarca del Vallespir.
Neix en el sector nord-est del terme de Sant Llorenç de Cerdans, al territori denominat el Terme, des d'on davalla, en un curs molt sinuós, cap al nord-est per abandonar el terme de Sant Llorenç de Cerdans al sud del Mas de la Solana i entrar a l'antic terme de Montalbà dels Banys al nord del Mas de la Borbolla, des d'on agafa la direcció nord, passa pel Pujol del Mig i per sota del Pujol de Dalt, i continua cap al nord, fent continus meandres a causa de l'orografia del lloc, fins que s'aboca en el Montdony després de passar pel Salt de l'Infern a prop al nord-oest del poble de Montalbà.